# Halászlé

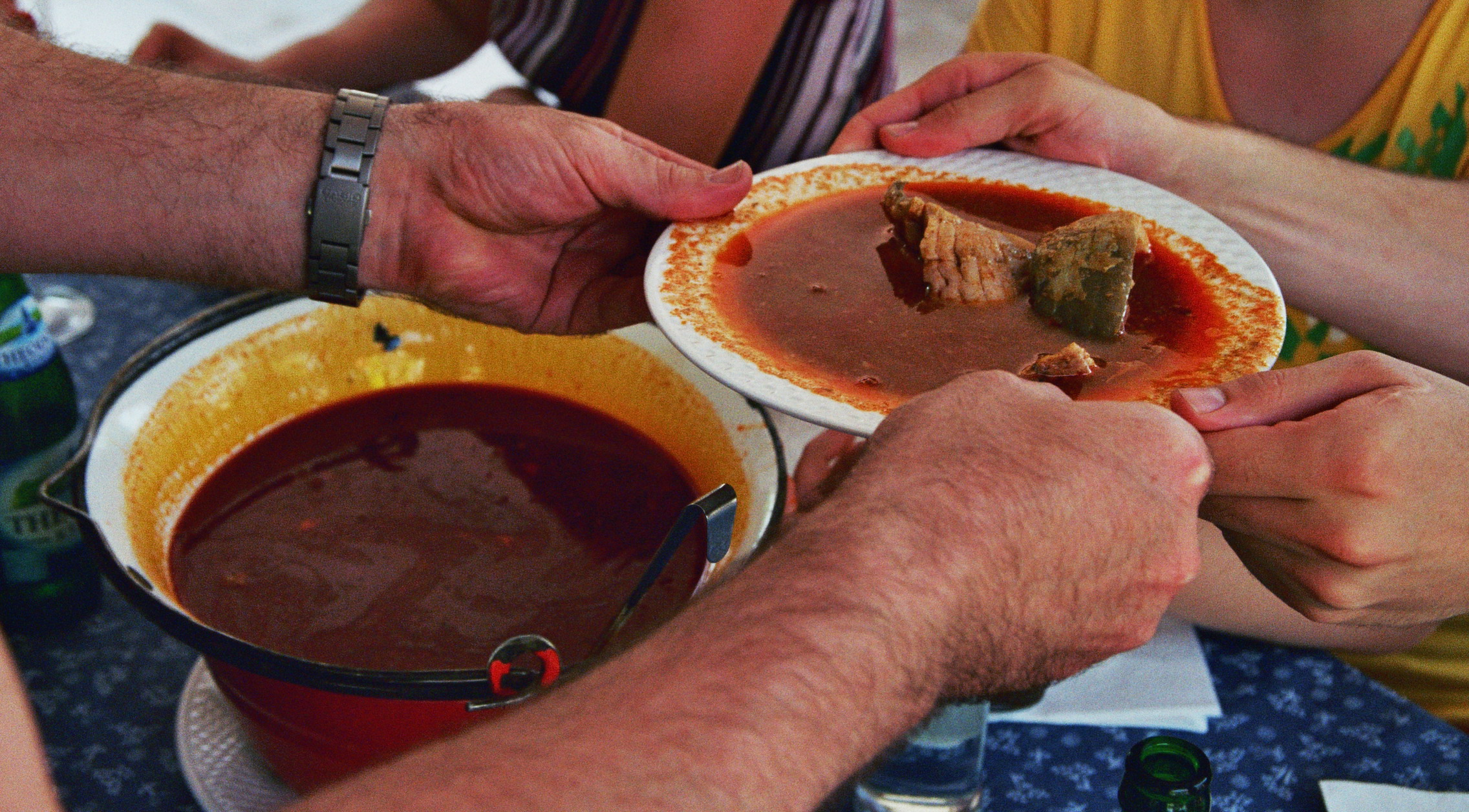
Piatto di Halászlé servito in Ungheria

L'halászlé ("brodo del pescatore") è un piatto tipico della cucina ungherese.
Si tratta di una zuppa di pesce condita con paprica, simile alla pietanza croata riblji paprikaš.

## Preparazione
Si prepara un soffritto di cipolla con lo strutto, vi si aggiungono la paprika ed il pesce gatto nebuloso in pezzi molto piccoli, e si ricopre con acqua, cuocendo a lungo. Il brodo ottenuto viene passato al setaccio. Nel brodo setacciato vengono aggiunti la carpa, il pesce siluro ed il luccio in pezzi, e li si fa cuocere a fuoco alto. Viene servito con pane bianco.
L'halászlé è un piatto tradizionale per la cena della vigilia di Natale in Ungheria.